# Hans-Heinrich Herwarth von Bittenfeld

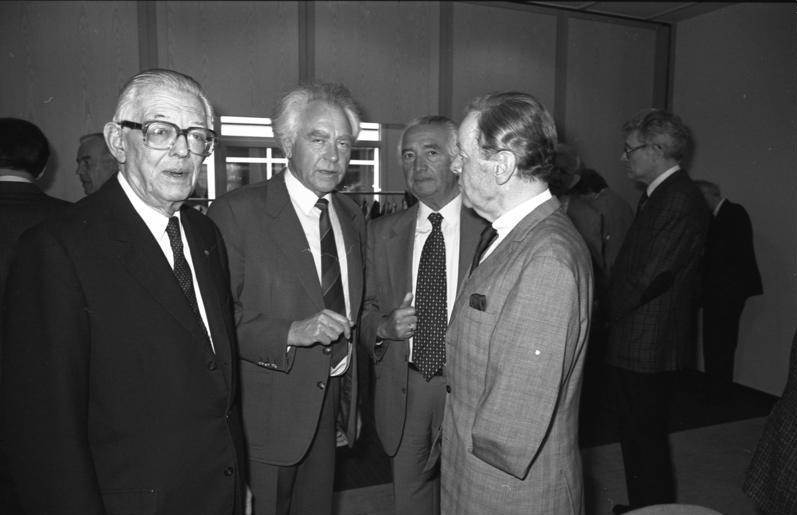
Hans-Heinrich Herwarth von Bittenfeld (links)

Hans-Heinrich Herwarth von Bittenfeld (* 14. Juli 1904 in Berlin; † 21. August 1999 in Küps) war ein deutscher Beamter und Diplomat, der zudem für US-Behörden als Informant in deutschen Regierungskreisen tätig war.

## Leben
Als Sohn des Hans-Richard Herwarth von Bittenfeld und seiner Ehefrau geb. Ilse von Tiedemann (Tochter des Heinrich von Tiedemann-Seeheim) besuchte er ein Gymnasium in Berlin, danach nahm er von 1922 bis 1924 eine Anstellung in der Lokomotivfabrik Orenstein & Koppel und der Deutschen Erdöl-AG an. Abschließend studierte er Rechtswissenschaften und Nationalökonomie an den Universitäten von Berlin, Breslau und München.
In München begann er 1926 mit dem juristischen Vorbereitungsdienst. Im Mai 1927 nahm er den Dienst im Auswärtigen Amt in Berlin auf. Die diplomatisch-konsularische Abschlussprüfung legte er im Dezember 1929 ab. 1930 wurde er der deutschen Botschaft in Paris zugeteilt.

### Attaché in Moskau
Von 1931 bis 1939 war er Attaché und Legationssekretär (Zweiter Sekretär) in der deutschen Botschaft in Moskau. In dieser Zeit lernte er die in Moskau ansässigen US-Diplomaten George F. Kennan, Charles E. Bohlen und Charles W. Thayer kennen. An diese Beziehungen konnte von Herwarth nach 1945 anknüpfen, denn Thayer wurde 1945 zum Leiter des Office of Strategic Services ernannt. Weiterhin hatte Herwarth in Moskau einen engen Kontakt zu dem britischen Diplomaten Fitzroy Maclean, der ein Agent des MI 6 war.

### Geheimnisverrat 1939–41
Hans von Herwarth hatte sich in seiner Moskauer Zeit unter anderem mit den amerikanischen Diplomaten George F. Kennan, Charles W. Thayer und Charles E. Bohlen angefreundet. Nach Abschluss des deutsch-sowjetischen Nichtangriffspaktes spielte er den US-Diplomaten das geheime Zusatzprotokoll des Paktes zu, welches die Aufteilung Polens im Kriegsfall regelt. Er betrieb nach eigenen Aussagen Hochverrat, indem er 1939 seine alliierten Freunde über den Hitler-Stalin-Pakt und dessen geheimes Zusatzprotokoll unterrichtete. 1940/41 stand er in Berlin in Verbindung mit den US-Diplomaten George F. Kennan, Alexander Kirk, Charles und Avis Bohlen und mit Handelsattaché Samuel E. Woods. Herwarth sprach z. B. mit Woods unter konspirativen Bedingungen in einem abgedunkelten Kino. Bei einer Moskau-Reise im Herbst 1940 traf er in Moskau den US-Diplomaten Charles Thayer und den britischen Diplomaten John Russel. Offensichtlich verriet er den Amerikanern und Briten bei diesen Gelegenheiten die ihm bekannten Angriffspläne Hitlers auf die Sowjetunion, von denen er durch seinen Vetter Bernhard von Loßberg im Wehrmachtsführungsstab wusste.  Im Herbst 1940 verriet Bittenfeld alias „Johnny“ auch die geheimen Angriffsplanungen der Wehrmacht auf die Sowjetunion an die Alliierten und leistete somit Beiträge zur Sabotage der nationalsozialistischen Kriegsanstrengungen durch deutsche Spitzenbeamten.
Mit Beginn des Zweiten Weltkriegs wurde Herwarth 1939 zur Wehrmacht eingezogen. Wegen einer jüdischen Großmutter (Julia von Herwarth geb. Haber) waren seine Karriereaussichten als „jüdischer Mischling zweiten Grades“ eingeschränkt, er wurde jedoch im Laufe des Krieges von Hitler von der Anwendung der Nürnberger Gesetze ausgenommen. Er war innerhalb des OKW-Amtes Ausland/Abwehr in der Abteilung Abwehr II (Diversion, völkische Zersetzung) tätig. Gemäß seinen Erfahrungen in der Sowjetunion wurde er bei dem Projekt der Osttruppen des OKH eingesetzt, deren Rahmen auf einer Konferenz – an der Herwarth teilnahm – Anfang März 1943 abgesteckt wurde. Auch an einer Besprechung im Ostministerium am 18. Dezember 1942 war er Teilnehmer, wobei die zukünftige Politik der Judenvernichtung in den eroberten Ostgebieten mit den Vertretern des Reichssicherheitshauptamts abgesprochen wurde.
Innerhalb der Heeresgruppe Süd nahm er an der Anwerbung übergelaufener Sowjetsoldaten teil. So war er als politischer Offizier bei General der Kavallerie Ernst-August Köstring, dem Kommandeur der Osttruppen, eingesetzt und vertrat die Wehrmacht bei der Gründung des Komitees zur Befreiung der Völker Russlands (Komitet Osvobozhdyeniya Narodov Rossii, KONR). Zu den Aktivitäten Herwarths 1944 schreibt der Historiker Christopher Simpson:

„Thayer wusste auch, dass Herwarth 1944 mit der Partisanenbekämpfung durch Überläuferbataillone zu tun gehabt hatte, denn er hatte es selbst zugegeben. Außerdem musste Thayer als Leiter der OSS bekannt sein, dass es bei den Aktionen zu Massenerschießungen tausender ziviler Geiseln, zur Plünderung von Dörfern und zu anderen Verbrechen gekommen war. Dennoch sorgte Thayer dafür, dass Herwarth rasch aus der Wehrmacht entlassen wurde, ersparte ihm die amerikanische Kriegsgefangenschaft und entließ ihn aus amerikanischem Gewahrsam. Herwarths Aktivitäten während des Krieges wurden nicht einmal flüchtig untersucht, was sonst sogar bei Unteroffizieren üblich war.“

### Anwerbung durch den US-Geheimdienst
Herwarth war bei den Amerikanern willkommen. Der US-Geheimdienst OSS (Office of Strategic Services), Vorläufer der CIA, nahm im Krieg und kurz danach einige Deutsche unter Vertrag, die von OSS-Deutschland-Chef Allen Dulles als „Crown Jewels“ bezeichnet wurden. Vertraute von OSS-Chef Dulles bekamen hohe amtliche Stellungen in der US-Besatzungszone. So wurden der aus der Schweiz bei Kriegsende nach München kommende Wilhelm Hoegner Bayerischer Ministerpräsident und der gleichfalls aus dem Schweizer Exil kommende Michael Freiherr von Godin Polizeipräsident in Bayern. Herwarth gehörte offensichtlich auch dazu, denn nach Kriegsende spürte ihn sein vormaliger Moskauer Freund Charles W. Thayer auf, der inzwischen Leiter des US-Geheimdienstes OSS in Österreich mit Sitz in Salzburg war. So kam es zu einem Wiedersehen der beiden, währenddessen Herwarth von August bis Oktober 1945 über seine Erfahrungen an der Ostfront Auskunft gab, was Herwarth in seinen Memoiren rückblickend folgendermaßen beschrieb:

„Ich blieb etwa neun Wochen bei Charlie. Er bat mich, meine Erfahrungen mit der Sowjetunion während des Krieges schriftlich festzuhalten und vor allem die Aktivitäten der Freiwilligenverbände [beim deutschen Heer und vor allem bei der Waffen-SS eingesetzten Truppenteile aus Angehörigen deutsch besetzter oder verbündeter Länder] zu beschreiben. Ich begleitete Charlie jeden Tag in sein Büro im alten St. Peter-Kloster […] Ende des Sommers wurde ich der amerikanischen Gruppe für Geschichtsforschung in Camp King zugeteilt […]“

Die Ergebnisse dieser Befragungen Herwarths sind bisher nicht aus den US-Archiven veröffentlicht worden.

### Vernehmung durch die Special Interrogation Mission
Der Diplomat DeWitt Clinton Poole war während des Krieges Leiter des Foreign Nationalities Branch des US-Geheimdienstes OSS gewesen. Nach dem Zweiten Weltkrieg erhielt er im Sommer 1945 einen Spezialauftrag des US State Department. Poole sollte hochgestellte Deutsche befragen, um das Bild der Amerikaner über den ehemaligen Gegner abzurunden. Die Ergebnisse sollten auch in die bevorstehenden Nürnberger Prozesse einfließen. Seine Mission nannte sich „Special Interrogation Mission to Germany“ und bestand von August 1945 bis Januar 1946. Das Gebäude in Wiesbaden, in dem Poole seinen Dienstsitz nahm, erhielt bezeichnenderweise den Codenamen „Interstate“.
Im Anschluss an den Aufenthalt in Salzburg und kurz vor der Auflösung des OSS schickte Thayer seinen Freund Herwarth nach Wiesbaden zu Interstate. In seinen Vernehmungen im November 1945 berichtete Hans von Herwarth insbesondere über die Diplomaten auf dem Balkan, die Ukrainer, deren Freiheitsdrang und ihr Verhältnis zu den Deutschen, Polen und Russen. Herwarth schilderte auch seine Gedanken zum Wiederaufbau Bayerns, über die Entnazifizierung und über das Verhältnis der Bayern zur amerikanischen Besatzungsmacht. Herwarth bereitete also bereits den Boden für seine künftigen Aufgaben in München, die zu diesem Zeitpunkt (9. November 1945) wohl bereits geklärt, aber noch nicht bestätigt waren.
Herwarth wurde in Wiesbaden zusammen mit dem vormaligen Unterstaatssekretär im Auswärtigen Amt Andor Hencke vernommen. Hencke hatte im Auswärtigen Amt einen kleinen Geheimdienst geführt und kam später als Leiter einer besonders geheimen Dienststelle zur Organisation Gehlen, einer deutschen Tochter der CIA.

### Tätigkeiten in der Bayerischen Staatskanzlei
Im Verhörzentrum Wiesbaden lernte Herwarth den Architekten Peter G. Harnden kennen. Harnden hatte vor dem Krieg in München studiert und bei Professor Anton Pfeiffer gewohnt; jenem Anton Pfeiffer, der 1945 Leiter der Bayerischen Staatskanzlei werden sollte. Harnden war ein „Ritchie-Boy“. So nannte man jene Amerikaner, die während des Krieges im Military Intelligence Training Center in Camp Ritchie, Maryland, eine nachrichtendienstliche Schulung erhielten. Die Sprach- und Landeskenntnisse dieser Geheimdienstler brauchte man im Rahmen der Psychological Warfare Division (PWD) der Alliierten. Dieser Spezialtruppe oblag es während des Krieges, Propaganda zu erstellen, Rundfunksendungen auszustrahlen, die Zensur auszuüben und Gefangene zu vernehmen. Nach Kriegsende entstand daraus die Information Control Division (ICD) der US Forces, European Theater (USFET). Harnden war also ein in psychologischer Kriegsführung geschulter Geheimdienstler.
Die US-Militärverwaltung in Bayern (OMGB) hatte Ende September 1945 Wilhelm Hoegner zum neuen Ministerpräsidenten ernannt. Unter Hoegner übernahm Anton Pfeiffer die Führung der Bayerischen Staatskanzlei im Oktober 1945. Herwarth war den beteiligten Amerikanern bestens bekannt und galt als Anti-Nazi. Hans von Herwarth erhielt noch in Wiesbaden ein Angebot für einen Posten in der Bayerischen Staatskanzlei unter Anton Pfeiffer. Peter G. Harnden, der ja gleichfalls mit Pfeiffer bekannt war, erfuhr zeitgleich, er solle an das US-Generalkonsulat nach München versetzt werden. Herwarth schilderte das im Gespräch mit Harnden sehr euphorisch:

„Das Schicksal hat gesprochen. Jetzt gehen wir beide nach München und bauen Bayern wieder auf.“

Eine weniger naive Version dieses Vorgangs würde man so beschreiben: Der US-Informant Hans von Herwarth erhielt über die führenden US-Geheimdienstler und Diplomaten Charles Thayer und DeWitt Clinton Poole mit Peter Harnden einen Führungsoffizier zugewiesen, der außerdem Leiter eines politischen Nachrichtendienstes der Amerikaner war. Denn Harndens Information Control Division hatte folgende Aufgaben: Entnazifizierung, Lizenzvergabe und Kontrolle der in Presse und Rundfunk tätigen Personen, Informationssammlung zum Verhalten der Bevölkerung gegenüber der Besatzungsmacht, Informationssammlung über die politisch aktiven Gruppierungen und Parteien und deren Kontrolle.
Die Besatzungspolitik in den von den Amerikanern eroberten Gebieten Deutschlands wurde zudem vom State Department beeinflusst. Das bedeutet, das State Department war in geheimdienstlichen Fragen in Deutschland immer eingebunden. Somit konnten die für den US-Geheimdienst tätigen Diplomaten des State Department wie Poole und Thayer dafür sorgen, dass die ICD Wünschen des State Department nachkam.
Herwarth nahm im November 1945 seine Arbeit in der Staatskanzlei auf, wurde 1946 zum Regierungsdirektor ernannt und war ab 1949 als Ministerialrat in der Bayerischen Staatskanzlei tätig. Deren Leiter Anton Pfeiffer übernahm 1945 in Personalunion auch die Leitung der Politischen Abteilung der Staatskanzlei. Herwarth erhielt in dieser Abteilung das für die Besatzungspolitik zuständige Referat. Der Auftrag der Amerikaner an den Gewährsmann Herwarth bestand demnach in der politischen Kontrolle der bayerischen Staatsregierung an strategischer Stelle, also innerhalb der Bayerischen Staatskanzlei. Praktischerweise gehörte zu Herwarths offiziellen Aufgaben in der Staatskanzlei die Verbindungshaltung zur amerikanischen Militärregierung und zu den Konsulaten. Damit hatte man zugleich einen unauffälligen Meldungsweg zu den Amerikanern geschaffen. Hans von Herwarth war 1946 auf Drängen von Pfeiffer verbeamtet worden und in der Bayerischen Staatskanzlei für die Verbindung zu den Alliierten und für das Flüchtlingswesen zuständig. Herwarth hielt quasi dienstlich Kontakt zu Peter Harnden. Herwarth war sogar Trauzeuge bei Harndens Hochzeit in Kitzbühel im Januar 1946.
Bei den Amerikanern war Peter Harnden innerhalb des Intelligence Branch der ICD der Leiter der Political Affairs Section. Harnden verfügte über einen kleinen Stab von erfahrenen und vertrauenswürdigen Personen, die wöchentliche Berichte über die Entwicklung der politischen Parteien lieferten. Herwarth in der Staatskanzlei muss wohl dazu gehört haben. Im Fokus von Harnden waren die damaligen Parteien. Zu den von Harnden aufgeklärten Politikern gehörte insbesondere CSU-Mitbegründer Josef Müller. Als Müller nach den für die CSU erfolgreichen Landtagswahlen 1946 das Amt des Ministerpräsidenten anstrebte, zögerte die US-Militärregierung demonstrativ mit ihrer Zustimmung und ließ mitteilen, Müllers Tauglichkeit für dieses Amt müsse erst noch genau überprüft werden. 1947 ging Peter Harnden zur US-Militärregierung nach Berlin. Inzwischen war Ministerpräsident Hans Ehard im Amt und Herwarth übernahm 1947 die Leitung der Gruppe für zwischenstaatliche Angelegenheiten in der Staatskanzlei.
Im Generalkonsulat der Amerikaner zog 1947 nach Harndens Weggang ein weiterer Bekannter von Herwarth ein: Samuel E. Woods, der bereits während des Krieges konspirative Gespräche mit Herwarth in Berlin geführt hatte. Sam Woods war nun US-Generalkonsul geworden. Woods war ein Vertrauter des US-Spitzendiplomaten Georg F. Kennan, einem weiteren Freund von Herwarth aus Moskauer Tagen, der gerade dabei war, den Kalten Krieg gegen die Sowjetunion im Rahmen der neu geschaffenen CIA zu eröffnen. Herwarth, der als eine Vertrauensperson des State Department der Amerikaner in der Staatskanzlei angesehen werden kann, berichtete, statt an Harnden, fortan an Woods. Man hat von Herwarth wohl erwartet, dass er Einschätzungen über die politische Verlässlichkeit von Führungspersonal abgab und dabei half, die „richtigen Leute“ in die wichtigen Positionen zu bringen und ihr Wirken zu beobachten. Das war eine Spezialität von Herwarth, die er später im Bundeskanzleramt weiter betrieb. Jedenfalls dürfte das die Erwartungshaltung der Amerikaner gewesen sein.

### Einflussnahme auf Entnazifizierungsverfahren
Da ICD für die Entnazifizierung von Seiten der Amerikaner zuständig war, hatte Herwarths Fürsprache als Mitarbeiter der Staatskanzlei und Gewährsmann der Amerikaner einiges Gewicht, wenn es um die Ausstellung von „Persilscheinen“ ging. Unter „Persilschein“ verstand man einen Spruchkammerbescheid im Entnazifizierungsverfahren, der entweder auf „unbelastet“ oder „Mitläufer“ lautete und somit von jeglichem Verdacht, ein Nazi gewesen zu sein, befreite. Herwarth war häufig in solche Vorgänge verwickelt und konnte so dafür sorgen, dass bestimmte Personen von den Amerikanern akzeptiert wurden. Er setzte sich beispielsweise für seinen Freund Dr. Wilhelm Reissmüller ein, der als Oberleutnant Verbindungsoffizier zwischen dem Generalstab der Freiwilligenverbände und der SS fungiert hatte und daneben Verlagsleiter des Donauboten in Ingolstadt gewesen war. Reissmüller wurde 1949 Herausgeber des Donaukurier in Ingolstadt, der aus dem Donauboten hervorgegangen war.
1947 drängte Hans von Herwarth darauf, endlich die Entnazifizierung seines Freundes und früheren Diplomaten-Kollegen Erich Kordt zu beschleunigen, der eine führende Persönlichkeit der deutschen Antifaschisten gewesen sei und in Nürnberg als Zeuge gebraucht wurde. Die Amerikaner hatten großes Interesse an seiner Aussage. Im September 1947 wurde Kordt als „entlastet“ eingestuft. Bei einer Überprüfung des Spruchkammerurteils 1948 wurde festgehalten, dass der Spruch einer erneuten Prüfung nicht standhalten würde.
Auch der vormalige Abwehr-II-Hauptmann Prof. Theodor Oberländer erhielt von Herwarth einen solchen „Persilschein“. Oberländer, der im Kaukasus Sabotage- und Zersetzungsoperationen der Abwehr II mit Hilfe von kaukasischen Freiwilligen begleitet hatte, war von 1946 bis 1948 in der Organisation Gehlen im Rahmen einer „Professorengruppe“ tätig, die überwiegend aus ehemaligen Ostforschern bestand, die für Abwehr und SS gearbeitet hatten. Danach ging er in die Politik und wurde Staatssekretär in Bayern und Bundesvertriebenenminister.
Viele Personen, denen Herwarth „Persilscheine“ verschaffte, nannte er in seinen Memoiren nicht. Einer der prominentesten dieser Nicht-Genannten war Reinhard Gehlen, Chef der Organisation Gehlen, der von Herwarth allerdings erst im Sommer 1949 eine eidesstattliche Erklärung für sein Spruchkammerverfahren erhielt. Nicht zuletzt aufgrund solcher „Persilscheine“ stellte die Intelligence Division der ICD vier Jahre nach Kriegsende in einer Analyse die „Renazifizierung“ der bayrischen Ministerien fest.

### Protokollchef im Bundeskanzleramt
Danach holte man Herwarth in das Bundeskanzleramt nach Bonn als Leiter des Arbeitsstabes für das Protokoll. Von Anfang an mit dabei war Erica Pappritz, die seit 1930 zu seinem beruflichen Freundeskreis zählte. Nach der Gründung der Bundesrepublik Deutschland wurde die amerikanische Militärregierung im September 1949 aufgelöst. Die Westmächte vertrat jetzt das Alliierte Hochkommissariat für Deutschland (High Commissioner for Germany, HICOG) mit Sitz auf dem Petersberg in Bonn. Nun ging es darum, die neue Bundesrepublik Deutschland als Verbündeten in den geheimen Kalten Krieg gegen die Sowjetunion einzubinden. Der Kalte Krieg wurde ab 1947 zu großen Teilen vom State Department unter dem Einfluss von George F. Kennan initiiert, einem Vertrauten von Herwarth aus Moskauer Tagen.
Der US-Teil von HICOG war eine Einrichtung des US State Department. Deutschland war schließlich seit 1949 ein eigener Staat und demzufolge waren die Beziehungen zur Bundesregierung Sache des US-Außenministeriums. Da HICOG die nach wie vor bestehenden alliierten Kontrollrechte wahrnahm, war HICOG nicht lediglich eine Botschaft der Alliierten, sondern Aufsichtsbehörde der drei Westmächte.
Im November 1949 kam der vormalige US-Geheimdienstchef in Österreich, Charles W. Thayer, als Leiter des Verbindungsbüros von HICOG zur Bundesregierung nach Bonn. Thayer, der sich nun Chief, Reports Division, Office of Political Affairs nannte, hatte zuletzt den Sender Voice of America gleitet, der ebenfalls in die von Thayers ehemaligen Moskauer Kollegen Kennan gesteuerte psychologische Kriegsführung der USA gegen die Sowjetunion eingebunden war. 1949 war Thayer damit befasst, zusammen mit seinem Freund Hans von Herwarth die „protokollarische Gestaltung der neuen Bundesrepublik zu planen“ – jedenfalls sah das Herwarth so. Für Herwarth ging es allerdings auch darum, insgeheim die US-Aufsicht sicherzustellen und Deutschland in die US-Pläne einzubinden.
In Bonn hatte Herwarth als Protokollchef von Adenauer, der nebenher auch die auswärtigen Beziehungen pflegte, solange es kein Auswärtiges Amt gab, die Aufgabe, wie schon in München wieder Verbindung zu den Amerikanern zu halten. Dabei war wieder Charles Thayer, neben Kennan einer der Mitbegründer des Kalten Krieges im State Department, einer seiner Ansprechpartner. Gesprächsweise informierte Herwarth wie gewohnt die Amerikaner z. B. im April 1950 über die Ansichten Adenauers und Schumachers zur Ost-West-Situation oder zu Europa. Das Office of Political Affairs von HICOG sollte die Bundesrepublikaner in Deutschland auf pro-westlichen Kurs bringen und davon abhalten, extremistische Strömungen zu entwickeln oder sich gar dem Osten zuzuwenden. Das war in Anbetracht der deutschen Vergangenheit ein schwieriges Unterfangen – teuer war es außerdem. Es flossen große Geldmengen in die „Reorientierung“ der deutschen Bevölkerung, die zumeist aus Marshallplan-Geldern stammten, also vom State Department kamen. Über private Sponsoren, wie das von Kennan gegründete Free Europe Committee (geleitet von DeWitt Clinton Poole) oder mit dem Sender Radio Free Europe, nahmen CIA und State Department zusätzlich verdeckt gewaltigen Einfluss auf die Propagandaarbeit gegen die Sowjetunion.
Thayer hatte bei HICOG zwischen September 1950 und März 1951 ein Auge auf die Personalauswahl des künftigen Auswärtigen Amts. Zuständig dafür war im Bundeskanzleramt Peter Pfeiffer, der Bruder von Herwarths Chef in der Bayerischen Staatskanzlei Anton Pfeiffer. Peter Pfeiffer war wiederum ein deutscher Diplomat mit Russland-Erfahrung und mit Thayer-Intimus Hans von Herwarth befreundet. HICOG war für die Security Clearance der künftigen Mitarbeiter des Auswärtigen Amts zuständig und prüfte deshalb die NS-Vergangenheit von etwa 2600 Bewerbern. Die deutsch-amerikanische Diplomaten-Connection hatte enormen Einfluss auf die Auswahl der Diplomaten, was darin resultierte, dass die meisten der neuen Diplomaten im Auswärtigen Dienst eine Vergangenheit in der NSDAP aufwiesen. Herwarth hatte nach eigenen Angaben im Sommer 1949 aus dem Deutschen Büro für Friedensfragen in Stuttgart viele ehemalige Diplomaten in seinen Arbeitsstab geholt, aus dem dann die Protokollabteilung im Bundeskanzleramt hervorging. Diese Ex-Diplomaten fanden sich in der 1950 gegründeten Außenpolitische Abteilung im Kanzleramt unter Herbert Blankenhorn wieder. Herwarth hatte die Möglichkeit, ihm vertraute Personen in das Bundeskanzleramt zu holen und machte davon reichlich Gebrauch. Bereits 1947 hatte Herwarth noch in München die Entnazifizierung von Erich Kordt nachdrücklich angeschoben. Adenauer lehnte später allerdings die Übernahme des NS-Diplomaten mit folgenden Worten ab:

„Der hat Ribbentrop betrogen und seine Politik hintergangen. Was gibt mir die Gewissheit, dass er mich nicht ebenso behandelt!“

Adenauer konnte nicht ahnen, dass ausgerechnet Herwarth noch viel stärker in landesverräterischer Weise Ribbentrop hintergangen hatte, indem er die Briten und Amerikaner über den von Ribbentrop verhandelten Hitler-Stalin-Pakt informierte. Hätte Adenauer das gewusst, hätte er Herwarth sicherlich nicht in seiner Nähe geduldet. „Johnnies Geheimnis“, wie der Spiegel die Geheimdiplomatie Herwarths in einem Artikel vom August 1982 beschrieb, kam erst lange nach der Ära Adenauer ans Licht der Öffentlichkeit.

### Verbindung zur Organisation Gehlen
Nebenher war Herwarth auch als „Sonderverbindung“ J-1831 mit dem Decknamen „Johnny“ für die Organisation Gehlen aktiv. Herwarth war als Adjutant von General Ernst-August Köstring, einst zusammen mit Herwarth als Militärattachè in Moskau, während des Krieges im Stab von Köstring bestens im Bilde, denn er kannte viele Gehlen-Mitarbeiter aus dem Stab des Generals der Freiwilligenverbände. Herwarths Hauptkontakte in der Organisation Gehlen waren Köstrings vormaliger Stabschef Heinz-Danko Herre, jetzt die rechte Hand Gehlens, und insbesondere seine beiden Freunde Siegfried Ungermann und Wilhelm Reissmüller. Ungermann war Personalchef dieses Stabes gewesen, Reissmüller Verbindungsoffizier zur SS. Neben der Ausstellung von „Persilscheinen“ hatte Herwarth großen Einfluss als Sonderverbindung in Bonn. Herwarth hielt weiter engen Kontakt zu Reinhard Gehlen, dessen Organisation nun an den US-Geheimdienst CIA angebunden war.
Als es Anfang 1950 darum ging, Gehlen auf den Posten des Verfassungsschutzpräsidenten zu bringen, waren Hans von Herwarth und Staatssekretär Ritter von Lex, ebenfalls eine „Sonderverbindung“ Gehlens, aktiv beteiligt. So war es Hans von Herwarth, der im April 1950 Reinhard Gehlen zu HICOG begleitete, um die Bereitschaft Gehlens zu signalisieren, dass er die Leitung des neuen Bundesamtes für Verfassungsschutz übernehmen wolle, sofern das gewünscht sei. Nachdem Herwarths Freund Thayer auf Hochzeitsreise war, brachte Herwarth den Chef der Organisation Gehlen zu US-Verbindungsoffizier Calhoun Ancum im Office of Political Affairs. Gehlen erklärte dort seine Bereitschaft, das Amt des Verfassungsschutzpräsidenten anzunehmen. Allerdings wurde wegen britischer Widerstände nichts aus diesem Vorhaben.
Mit Henry Pleasants hatte auch die CIA von 1950 bis 1951 einen Vertreter bei HICOG, der parallel zu Charles Thayer in die Verbindungen zu der Organisation Gehlen eingebunden war. State Department und CIA koordinierten damals die frühe Phase des Kalten Krieges. Pleasants hatte ein Auge auf die suspekten „Sonderverbindungen“ der nunmehrigen CIA-Tochterorganisation Gehlen in das politische Bonn. Pleasants setzte sich dafür ein, dass die Verbindungen zu den im Kalten Krieg so wichtigen Emigrantenorganisationen verbessert würden und regte bereits am 22. August 1949 eine Buchveröffentlichung zur Geschichte der Wlassow-Armee durch den Autor Jürgen Thorwald an. 1952 erschien dieses Buch von Jürgen Thorwald unter dem Titel „Wen sie verderben wollen“, finanziert von der Organisation Gehlen und mit Beiträgen vieler Gehlen-Mitarbeiter aus dem Umfeld des Generals der Freiwilligenverbände. Auch Hans von Herwarth schrieb dazu einen kurzen Beitrag, die Hauptarbeit für die Veröffentlichung lag allerdings bei Gehlen-Intimus Heinz Danko Herre, der die einzelnen Beiträge einforderte und kommentierte. Herre koordinierte auch die Kontakte zwischen Herwarth, Gustav Hilger und den ehemaligen Freiwilligen, für die sich Gehlen kaum interessierte, wohl aber die Amerikaner.
1950 wurde Herwarth zum Ministerialdirigenten ernannt. Von 1951 bis 1955 war er Protokollchef im Auswärtigen Amt, ab Dezember 1952 als Gesandter. Von 1955 bis 1961 war er Botschafter an der Vertretung im Vereinigten Königreich. Von 1961 bis 1965 war er als beamteter Staatssekretär Chef des Bundespräsidialamtes. In dieser Funktion hatte er sich 1964 wegen des Gesundheitszustands von Heinrich Lübke intern gegen eine zweite Amtszeit ausgesprochen. Er wurde in der Folge von 1965 bis 1969 Botschafter in Italien und Präsident des Goethe-Instituts zur Pflege der deutschen Sprache und Kultur im Ausland e. V. München von 1971 bis 1977.
Herwarths erste Ehefrau war die deutsche Skirennläuferin Annemarie Herwarth von Bittenfeld-Honigmann. Seit 1936 führte er eine Ehe mit Elisabeth von Redwitz, aus der die Tochter Alexandra hervorging.

## Ehrungen
Herwarth wurde unter anderem mit dem Großen Bundesverdienstkreuz mit Stern und Schulterband und dem Großkreuz-Victoria-Orden ausgezeichnet. 1962 erhielt er das Große Silberne Ehrenzeichen am Bande für Verdienste um die Republik Österreich. Seit 1989 war er Akademischer Ehrenbürger der Universität Augsburg. Er war auch Träger des isländischen Falkenordens (Kommandeur mit Stern), der ihm am 29. Januar 1955 verliehen wurde.

## Werke
- Zwischen Hitler und Stalin. Erlebte Zeitgeschichte 1931–1945. Propyläen, Berlin 1982, ISBN 3-549-07627-4.
- Von Adenauer zu Brandt. Erinnerungen. Propyläen, Berlin 1990, ISBN 3-549-07403-4.